# Культурометрія
Культурометрія — розділ науки на стику культури, прикладної математики і статистики.
Культурометрія оцінює рівень культурних надбань у художній творчості, в розвитку науки та мистецтва на основі рейтингу або статистики.
Культурне надбання — це часткове задоволення духовних потреб людини, оскільки потреби мають здатність постійно зростати або змінюватися, тому задовольнити їх можливо лише частково.
Культурометрія оцінює наскільки якісно і вдало відбувається розвиток у сфері культури яка змінюється з часом.
Для цього використовується метод експертних оцінок, що ґрунтується на основі думок експертів, після чого можна збудувати адекватну модель майбутнього розвитку того чи іншого об'єкта оцінювання. Це поняття може вживатися в таких значеннях:
- Рівень розвитку.
- Освіченість, вихованість.
- Рівень, ступінь досконалості якої-небудь галузі господарської або розумової діяльності.
- Алгоритми людської поведінки й символічних структур, які надають цій поведінці сенсу і значимості.

### Українська культура
- Витоки української культури
- Культура Київської Русі

- Українська культура XVI-XVIII століть
- Українська культура XIX століття
- Українська культура XX — початку XXI століття
- Традиційна українська культура
- Українська культура у контексті світової

### Культурологія
- Сучасні культурологічні теорії
- Суб'єкти культурної творчості
- Динаміка культури

- Культурна норма
- Культурна політика
- Культура спілкування